# Noob Saibot
Noob Saibot é um personagem fictício da série de jogos de luta Mortal Kombat. Ele estreou como um personagem secreto e não jogável em Mortal Kombat II, onde era uma silhueta negra dos outros ninjas masculinos do jogo, por outro lado, sua primeira aparição como personagem selecionável foi na versão Ultimate Mortal Kombat 3. Seu nome consiste nos sobrenomes dos cocriadores da série, Ed Boon e John Tobias, invertidos. Do segundo ao quarto jogo, era chamado de Noob Saibot mas a partir do Deception até o nono jogo, era chamado somente de Noob pois John Tobias saiu da Midway (hoje, NetherRealm Studios) após o MK4 porém o nome Saibot voltou em Mortal Kombat 11 voltando a ser chamado de Noob Saibot.
Inicialmente, Noob Saibot não tinha antecedentes. Ele foi estabelecido como um espectro de Netherealm que adorava um caído deus ancião em Ultimate Mortal Kombat 3. No entanto, revelou-se em Mortal Kombat: Deception que Noob Saibot era o Sub-Zero original, que havia sido morto por seu inimigo Scorpion durante os eventos do primeiro torneio. Originalmente, ele compartilhou movimentos e gráficos com os vários personagens "ninjas" do universo antes de receber seu próprio conjunto de movimentos e aparência.
O personagem também apareceu em outras mídias, tal como a série de televisão de 1998, Mortal Kombat: Conquest, e em outras mercadorias oficiais da série. A recepção geral e crítica tem sido principalmente positiva, particularmente em relação aos movimentos de finalização.

## Concepção edesign
O nome do personagem consiste nos sobrenomes dos cocriadores da franquia Mortal Kombat, Ed Boon e John Tobias, escritos ao contrário. Durante suas primeiras aparições, a aparência de Noob Saibot foi focada em um exterior totalmente preto, com os funcionários afirmando "isso é tudo o que ele representa". Eles encontraram dificuldades em fazer algumas versões sem que o personagem aparentasse gostar de BDSM. Em Mortal Kombat: Deception, Noob Saibot foi o primeiro personagem desenhado e projetado por Steve Beran, que tentou torná-lo um personagem mais distintivo, concentrando-se menos no seu exterior totalmente preto. Um detalhe foi removido do design devido às suas semelhanças com um smoking. Outro detalhe era o uso de um capuz, mas a ideia foi mais tarde movida para o personagem Havik. Um precoce traje alternativo descreveu Noob Saibot em uma roupa preta, vermelha e azul com uma tradução japonesa da palavra "escuridão" na aba da frente e mostrado-o desmascarado, mas este projeto acabou sendo usado como traje alternativo de Havik. Além disso, o uso de um personagem dois-em-um deveria ser introduzido neste jogo, mas só foi usado com Noob Saibot e Smoke. Ambos os personagens eram modelos para o uso de tal conceito e pretendiam executar em conjunto o Fatality do jogador.
Noob Saibot foi introduzido pela primeira vez em Mortal Kombat II (1993), como oponente escondido não jogável com quem os jogadores lutam em uma batalha secreta na arena "Goro's Lair" após vencer cinquenta lutas consecutivas. Ele era uma troca de paleta preta sólida de Sub-Zero com velocidade aumentada e o movimento spear de Scorpion. Ele retornou como um personagem secreto em Mortal Kombat 3 com os mesmos atributos, mas como um silhueta de Kano, pois não havia ninjas humanos no jogo. No console Sega Game Gear, o personagem obteve movimentos especiais de Kano, tal como o Fatality "Eye Laser". Ao ser reproduzido nas versões Ultimate Mortal Kombat 3 e Mortal Kombat Trilogy, Noob Saibot retornou como um ninja de palheta trocada, sendo um dos dez ninjas humanos no jogo em geral. Noob Saibot é jogável no modo "Versus" em Mortal Kombat: Shaolin Monks se ambos os jogadores selecionarem o personagem Sub-Zero; o último jogador a selecioná-lo jogará com uma variação do personagem. No jogo, ele é de cor preta, mas com os antebraços congelados e com os movimentos e as finalizações de Sub-Zero.
Segundo o Prima Games, Noob Saibot é um dos personagens mais poderosos da série, afirmando que "ele teve um ataque de projétil não bloqueado, lutou lado a lado com Smoke e até mesmo tinha um zoneamento ridículo em MK9."

## Aparições

### Em jogos eletrônicos
| 1995 | Mortal Kombat 3              |
| 1996 |                              |
| 1997 | Mortal Kombat 4              |
| 1998 |                              |
| 1999 |                              |
| 2000 |                              |
| 2001 |                              |
| 2002 |                              |
| 2003 |                              |
| 2004 | Mortal Kombat: Deception     |
| 2005 | Mortal Kombat: Shaolin Monks |
| 2006 | Mortal Kombat: Armageddon    |
| 2007 |                              |
| 2008 |                              |
| 2009 |                              |
| 2010 |                              |
| 2011 | Mortal Kombat                |
| 2012 |                              |
| 2013 |                              |
| 2014 |                              |
| 2015 |                              |
| 2016 |                              |
| 2017 |                              |
| 2018 |                              |
| 2019 | Mortal Kombat 11             |

Noob Saibot aparece primeiramente em Mortal Kombat 3 como um membro da Brotherhood of the Shadow, uma irmandade leal ao deus ancião Shinnok. Oriundo de Netherealm, ele é enviado para observar os eventos da invasão de Shao Kahn ao plano terreno. Após a derrota de Shao Kahn, Shinnok é libertado de Netherealm e Noob Saibot assume o cargo de general do Exército das Trevas de Shinnok.
Noob Saibot também aparece em Mortal Kombat: Deception como um personagem duplo, não jogável e sub-chefe. Nos eventos do título, ele encontra o ciborgue Smoke inoperante no palácio de Shao kahn. Ele então reativa e escraviza o ciborgue. Com a derrota de Shinnok, Noob Saibot estava livre pela primeira vez e pretendia criar uma legião de assassinos leais a ele. Já nos eventos de Armageddon, o personagem invade o castelo de Lin Kuei, mas é derrotado por Taven. 
Apesar da origem do personagem ter sido revelada em Deception, a história dele é mais explorada no nono título, o qual serve como um reboot da franquia. Na história, Raiden recebe visões de seu homólogo futuro e uma delas revela a transformação de Bi-Han, o primeiro Sub-Zero, em Noob Saibot. Ciente, Raiden tenta impedir sem sucesso que Scorpion mate Bi-Han. Mais tarde, Quan Chi ressuscita o personagem como Noob Saibot; contudo, o mesmo perde espaço na história e somente retorna nos últimos capítulos, sendo responsável pela proteção de Quan Chi durante um feitiço. Na ocasião, ele é derrotado por seu irmão, Kuai Liang CyberSub-Zero e Nightwolf e lançado no tornado de almas, que havia sido criado pelo feitiço. Apesar disso, ele sobrevive e retorna no décimo primeiro título como aliado de Kronika em troca dum clã próprio. Na oportunidade, o personagem aparece em dois capítulos sendo enfim derrotado por Jax e Jacqui Briggs.